# Tournée dei Beatles negli USA del 1966
La tournée dei Beatles negli USA del 1966 fu la decima e ultima tournée ufficiale dei Beatles, svoltasi negli Stati Uniti d'America nel 1966 e organizzata da Neil Aspinall, Brain Epstein e Tony Barrow.
Durante le varie conferenze stampa svoltesi fra un concerto e l'altro, John Lennon commentò la sua dichiarazione secondo cui «i Beatles sono più alla moda di Gesù» e il gruppo intero si schierò apertamente contro la Guerra del Vietnam, causando numerose polemiche nel pubblico conservatore statunitense.

## Storia
Per via della loro abnorme popolarità, i Beatles incontrarono problemi sempre maggiori durante le loro trasferte intercontinentali fra il 1964 e il 1966. In particolare, durante il tour precedente, a Tokyo i Beatles avevano ricevuto minacce di morte che li costrinse a restare confinati nella loro suite d'albergo tranne che per i loro impegni professionali, e a Manila i musicisti erano stati maltrattati da cittadini e dal personale militare per un presunto affronto alla First Lady filippina Imelda Marcos. Ritenendo che i loro tour fossero diventati troppo grandi e complessi da gestire, la band decise di abbandonare i concerti dal vivo dopo quelli già programmati negli USA.  Alla domanda su cosa il gruppo avesse intenzione di fare dopo gli incidenti Manila, George Harrison rispose: «Avremo un paio di settimane per riposarci prima di andare a farci picchiare dagli americani». 
I Beatles non si esibiranno più dal vivo, se non per il famigerato Concerto sul tetto del 1969, e si separeranno ufficialmente 4 anni dopo. 

## Controversie

### Strage di Austin
La tappa iniziale della tournée si sarebbe dovuta svolgere ad Austin, ma venne cancellata a causa di una strage causata dall'ex marine Charles Whitman, che uccise diverse persone tra cui alcuni familiari. Il fatto, che fece notizia in tutto il mondo, obbligò di fatto il comune a sospendere qualsiasi tipo di evento per alcuni mesi.

### Beatlemania
Durante il concerto di Cleveland oltre 2000 fan ruppero le barriere di sicurezza salendo sul palco e danneggiandolo, i Beatles si interruppero e si ritirarono nel backstage per mezz'ora, in attesa della sicurezza, questo evento fu ricollegato a delle precedenti proteste avvenute nella città. Al concerto di Los Angeles, 7000 fan invasero tutto il palco e i suoi dintorni, intrappolando i Beatles per oltre 2 ore, prima di venir salvati dalla polizia locale che dovette letteralmente scontrarsi coi paparazzi.

### "More popular than Jesus"
Durante un'intervista rilasciata a Evening Standard, John Lennon disse:
(John Lennon)
Questa frase generò un'ondata di opposizione contro i Beatles: molte stazioni radio si rifiutarono di trasmettere le loro canzoni, i partiti di destra organizzarono dei fuochi e distrussero i vinili della band dichiarandoli blasfemi, preoccupando più di tutti Epstein.
Durante il loro soggiorno a Memphis, il governo cittadino voleva cancellare gli show, ma essi furono comunque portati avanti. Vari membri del Ku Klux Klan protestarono inchiodando i loro vinili a una croce e tirando un petardo sul palco – senza ferire nessuno.
Il gruppo continuò il tour braccati da continue proteste e anche minacce fisiche, portando Lennon a scusarsi pubblicamente, cosa che placò gran parte dei disordini.

### Opposizione alla Guerra in Vietnam
In molte occasioni i Fab Four denunciarono la guerra in Vietnam chiamandola sbagliata, criticando soprattutto l'arruolamento forzato, altra loro critica è Yesterday and Today, la cui copertina è un diretto rimando alla guerra e fu in poco tempo ritirato.
Lennon in particolare continuerà a protestare contro la guerra, anche dopo i Beatles.

## L'ultimo concerto
L'ultimo concerto del tour (e quindi ultimo concerto pianificato dal vivo) fu al Candlestick Park di San Francisco, il 29 agosto 1966.
I Beatles furono accompagnati da un'orchestra musicale nonché diverse aziende che si occuparono degli arrangiamenti e del sound check; nonostante l'afflusso di persone, 7000 biglietti non furono venduti. Sapendo che sarebbe stato l'ultimo concerto, McCartney chiese a Tony Barrow di registrare l'intera esibizione, diventata soggetto di vari bootleg.
Dopo il concerto il gruppo fu scortato su un aereo ed Harrison disse "Questo è tutto. Non sono più un Beatle".

## Repertorio e  collaboratori
L'esibizione-tipo dei Beatles durava circa 30 minuti e la scaletta era quasi identica a quella eseguita nei loro concerti dei mesi precedenti; l'unica differenza era che  Long Tall Sally sostituì I'm Down come numero di chiusura. Nessuna delle tracce del nuovo album Revolver era stata inclusa a causa della difficoltà di riprodurre i sofisticati suoni e arrangiamenti in studio in un concerto, eccetto per Paperback Writer che fu quindi l'unica registrazione del 1966 suonata dal vivo.
Un gruppo selezionato di giornalisti, addetti stampa e personalità dei mass media accompagnò i Beatles, viaggiando con i membri della band e pubblicando via via articoli e rapporti alle loro rispettive testate: fra questi c'erano i disc jockey britannici Kenny Everett, Jerry Leighton e Ron O'Quinn e i disc jockey statunitensi George Klein e Jim Stagg, furono accompagnati dalle band di supporto The Ronettes, The Cyrkle, The Remains e Bobby Hebb insieme ad Art Unger.

## Scaletta
Ecco il programma-tipo interpretato in questa tournée. 
1. Rock and Roll Music (Chuck Berry)
2. She's a Woman
3. If I Needed Someone
4. Day Tripper
5. Baby's in Black
6. I Feel Fine
7. Yesterday
8. Nowhere Man
9. Paperback Writer
10. Long Tall Sally (Little Richard)

## Programma ed elenco dei concerti
| N° | Data           | Città                               | Luogo                                  | Spettatori |
| -- | -------------- | ----------------------------------- | -------------------------------------- | ---------- |
| 1  | 12 agosto 1966 | Chicago, Stati Uniti                | International Ampitheater              | 20 000     |
| 2  | 13 agosto 1966 | Detroit, Stati Uniti                | Olympia Stadium                        | 13 000     |
| 3  | 14 agosto 1966 | Cleveland, Stati Uniti              | Cleveland Municipal Stadium            | 30 000     |
| 4  | 15 agosto 1966 | Washington D.C., Stati Uniti        | District of Columbia Stadium           | 39 500     |
| 5  | 16 agosto 1966 | Filadelfia, Stati Uniti             | John F. Kennedy Stadium                | 15 000     |
| 6  | 17 agosto 1966 | Toronto, Canada                     | Maple Leaf Gardens                     | 27 000     |
| 7  | 18 agosto 1966 | Boston, Stati Uniti                 | Suffolk Downs Racetrack                | 41 200     |
| 8  | 19 agosto 1966 | Memphis, Stati Uniti                | Mid South Coliseum                     | 32 420     |
| 9  | 21 agosto 1966 | Cincinnati / St. Louis, Stati Uniti | Crosley Field / Busch Memorial Stadium | 31 000     |
| 10 | 23 agosto 1966 | New York, Stati Uniti               | Shea Stadium                           | 31 000     |
| 11 | 25 agosto 1966 | Seattle, Stati Uniti                | Seattle Center Coliseum                | 25 000     |
| 12 | 26 agosto 1966 | Los Angeles, Stati Uniti            | Dodger Stadium                         | 25 000     |
| 13 | 27 agosto 1966 | San Francisco, Stati Uniti          | Candlestick Park                       | 25 000     |
| 14 | 28 agosto 1966 | San Francisco, Stati Uniti          | Candlestick Park                       | 25 000     |
| 15 | 29 agosto 1966 | San Francisco, Stati Uniti          | Candlestick Park                       | 40 000     |